# Изумрудная абейлия
Изумрудная абейлия (лат. Abeillia abeillei) — вид птиц из семейства колибри, единственный в роде колибри-абелий (Abeillia).
Обитают в странах Северной и Центральной Америк: Гватемале, Гондурасе, Мексике, Никарагуа и Сальвадоре. Естественной средой обитания этих птиц являются субтропические и тропические горные леса, а также бывшие леса.
МСОП присвоил таксону охранный статус «Виды, вызывающие наименьшие опасения» (LC).

## Подвиды
Международный союз орнитологов выделяет 2 подвида:
- Abeillia abeillei abeillei (R. Lesson & Delattre, 1839) — обитает от юго-востока Мексики до севера Гондура
- Abeillia abeillei aurea W. Miller & Griscom, 1925 — обитает от юга Гондураса до севера Никарагуа